# أملج حمضي
أملج حمضي (الاسم العلمي:Phyllanthus acidus) هو نوع من النباتات يتبع جنس الأملج من الفصيلة الأملجية.